# Benacazón (stacja kolejowa)
Benacazón (hiszp: Estación de Benacazón) – stacja kolejowa w Benacazón, w prowincji Sewilla, we wspólnocie autonomicznej Andaluzja, w Hiszpanii. Znajduje się na linii C-5 Cercanías Sevilla. Ta stacja znajduje się na głównej linii podmiejskich Sewilla-Huelva, po której kursują pociągi Media Distancia Renfe (ale bez zatrzymywania się na stacji) oraz pociągi Cercanías Sevilla. W godzinach szczuty pociągi ze stacji kursują co 30 minut. Stacja została otwarta w dniu 27 marca 2011 roku. Stacja Benacazón należy do strefy 4 Cercanías Sevilla.
| Kierunek/następny | <              | Línea | >                 | następny/Kierunek   | następny/Kierunek |
| ----------------- | -------------- | ----- | ----------------- | ------------------- | ----------------- |
| Stacja końcowa    | Stacja końcowa |       | Sanlúcar la Mayor | Sevilla Santa Justa | Virgen del Rocío  |